# Nicola Ciotti
Nicola Ciotti (Rimini, 5 oktober 1976) is een Italiaanse atleet, die gespecialiseerd is in het hoogspringen. Hij werd meervoudig Italiaans kampioen op deze discipline.

## Biografie
Nicola Ciotti is aangesloten bij Carabinieri Bologna en had tot 2005 met 2,30 m het Italiaans indoorrecord hoogspringen in handen totdat dit werd verbroken door zijn landgenoot Alexander Talotti.
In 2004 nam Ciotti deel aan de Olympische Spelen van Athene, maar slaagde hier niet om zich te kwalificeren voor de finale. Een jaar later werd hij vijfde bij wereldkampioenschappen atletiek 2005 in Helsinki. In datzelfde jaar won hij ook een zilveren medaille op de Europese bekerwedstrijd in Florence. Hij sprong dezelfde hoogte van 2,30 m als de winnaar de Russische Aleksey Dmitrik, maar had meer pogingen nodig. De Tsjech Svatoslav Ton won het brons met 2,27 m.
Op de Europese kampioenschappen atletiek 2006 in Göteborg werd hij in de finale zesde. Op het WK 2007 in Osaka sneuvelde hij in de kwalificatieronde.
Hij woont in Riccione en heeft een tweelingbroer Giulio Ciotti, die ook aan hoogspringen doet.

## Titels
- Italiaans kampioen hoogspringen (indoor) - 2002, 2005, 2006, 2007, 2008, 2009
- Italiaans kampioen hoogspringen (outdoor) - 2006

## Persoonlijke records
| Onderdeel              | Prestatie | Datum           | Plaats    |
| ---------------------- | --------- | --------------- | --------- |
| hoogspringen (outdoor) | 2,30 m    | 20 juli 2003    | Viersen   |
| hoogspringen (indoor)  | 2,31 m    | 21 januari 2006 | Hustopece |

## Palmares

### Hoogspringen
- 2005:  Europese beker - 2,30 m
- 2005: 5e WK - 2,29 m
- 2006: 6e EK - 2,27 m